# 三官阁过街楼
三官阁过街楼，位于北京市门头沟区琉璃渠村东口。

## 简介
三官阁过街楼坐西朝东，因为券洞上的殿堂供奉着文昌等三官，又称“三官阁”。该过街楼始建于清朝乾隆二十一年（1756年）秋，清朝光绪年间重修。过街楼的琉璃构件雕琢十分精美，而且色彩绚丽，该过街楼富有地方艺术特色，是京西地区古老的琉璃烧制业的见证，也是中国古代建筑中琉璃艺术的实物。1990年，被公布为第四批北京市文物保护单位。
三官阁过街楼外形如城楼，正脊两端是卷龙吻，脊中是象驮宝瓶。殿堂内供奉着三官等神祇，为每年农历正月十五日起会的地方。楼下有过街券洞，券洞外的东、西额分别为“带河”、“砺山”，两旁的青石上刻有“众善奉行”、“诸恶莫作”等楷字。